# Pisignano
Pisignano is een plaats (frazione) in de Italiaanse gemeente Vernole.